# 戴夢桂
戴夢桂（1497年—？），字仲芳，號秋岩，山東濟南府濟陽縣人，軍籍，明朝政治人物。

## 生平
嘉靖元年（1522年）壬午科山東鄉試第八名。嘉靖十四年（1535年），登進士第三甲第四十二名。次年任河南杞縣知縣。十八年二月选授工科給事中，二十年九月升本科右，二十一年十一月升户科左，二十二年五月升兵科都給事中。二十三年十二月升陕西右參政，以忤权贵谪祁州判官，升保定府通判，嘉靖二十八年（1549年）任山西太原府同知，後陞本省僉事。尝以勤俭谦和著为四箴，以为戴氏家训。

## 家族
曾祖戴景忠；祖父戴禎；父戴禮，曾任知縣。嫡母李氏；生母張氏。慈侍下。